# Vlamnevel
De Vlamnevel (of NGC 2024) is een emissienevel die zich bevindt in het sterrenbeeld Orion. De Vlamnevel ligt op ongeveer 1500 lichtjaar afstand van de Aarde.
De Vlamnevel werd in het jaar 1786 ontdekt door de Duits-Britse astronoom Wilhelm Herschel. De nevel maakt deel uit van het Orioncomplex.